# Li sarracini adorano lu sole
Li sarracini adorano lu sole è un album del gruppo musicale italiano Nuova Compagnia di Canto Popolare, pubblicato nel 1974.

## Descrizione
L'album, pubblicato in formato LP e musicassetta, è stato prodotto da Renato Marengo. Contiene 10 brani, 8 dei quali sono tradizionali con musiche rielaborate da Roberto De Simone. Gli altri sono 'O cunto 'e Masaniello, firmato da De Simone, e Tammuriata nera, composto 30 anni prima da E. A. Mario e Edoardo Nicolardi.
Dall'album è stato estratto il singolo Tammuriata nera/Li sarracini adorano lu sole.

## Tracce
1. Tammuriata alli uno... alli uno
2. Ricciulina
3. In galera li panettieri
4. Vurria ca fosse Ciaola
5. Tammuriata nera
6. 'O cunto 'e Masaniello
7. La morte 'e Mariteto
8. Li sarracini adorano lu sole
9. ''E spingule francese
10. 'O guarracino